# La Spezia
La Spezia este un oraș în regiunea Liguria, Italia.

## Localități înfrățite
- Franța, Toulon
- Germania, Bayreuth

## Personalități
- Paolo Bertolani, poet
- Giancarlo Giannini (n. 1942), actor;
- Stefano Mei, atlet
- Gaetano Pesce, designer
- Alessandro Petacchi, ciclist
- Giacinto Scelsi, compozitor
- Carlo Massarini (n. 1952), jurnalist și prezentator de televiziune;
- Dario Vergassola (n. 1957), actor;
- Alexia (n. 1967), cântăreț.

## Demografie

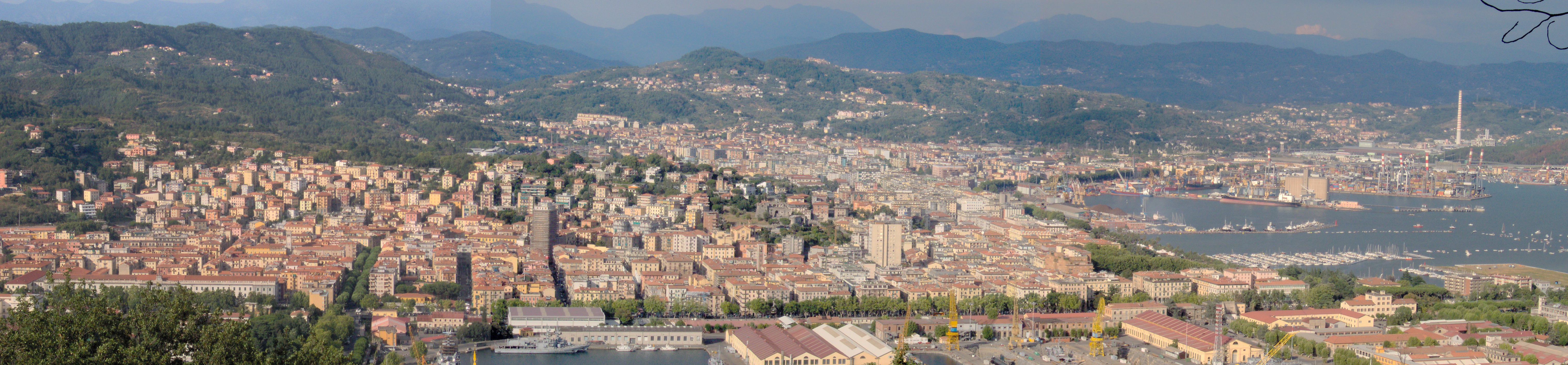
Panorama orașului

La Spezia - evoluția demografică

|  | Graficele sunt indisponibile din cauza unor probleme tehnice. Mai multe informații se găsesc la Phabricator și la wiki-ul MediaWiki. |

Date: Recensăminte sau birourile de statistică - grafică realizată de Wikipedia